# Зальмталь
Зальмталь (нім. Salmtal) — громада в Німеччині, розташована в землі Рейнланд-Пфальц. Входить до складу району Бернкастель-Віттліх. Складова частина об'єднання громад Віттліх-Ланд.
Площа — 14,09 км2. Населення становить 2444 ос. (станом на 31 грудня 2020).